# St. Sigismund (Zeilitzheim)

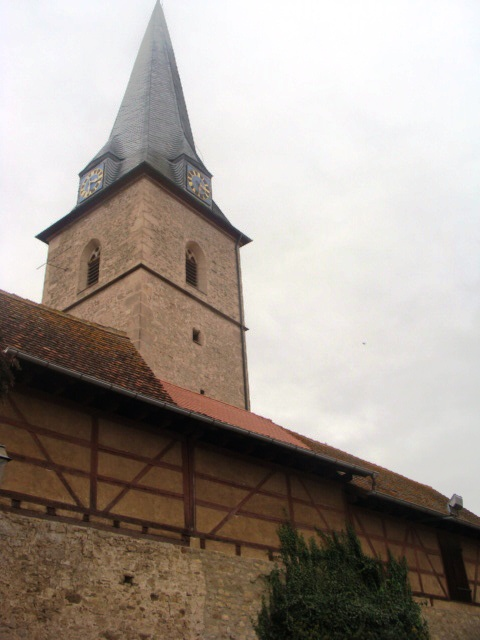
Die Kirchenburg in Zeilitzheim

Die Kirche St. Sigismund im unterfränkischen Zeilitzheim ist Mittelpunkt der evangelischen Gemeinde. Sie bildet mit den umgebenden Gaden eine Kirchenburg. Das Gotteshaus steht am Marktplatz des Kolitzheimer Ortsteils. Es gehört zum Dekanat Castell.

## Geschichte

### Ursprünge (bis 1566)
Die Geschichte der Kirchengemeinde in Zeilitzheim ist eng mit der des nahegelegenen Herlheim verbunden. Bereits im 13. Jahrhundert war Zeilitzheim eine Filiale der Jakobuskirche im Nachbardorf. Daraus lässt sich schließen, dass bei der Ersterwähnung von Zeilitzheim im Jahr 1278 bereits eine kleine Kapelle vorhanden gewesen sein muss. Die Lage dieses Gotteshauses ist allerdings nicht geklärt, sicher ist jedoch, dass sich die Kirche an einer anderen Stelle wie die heutige befunden haben muss.
Im Jahr 1328 wurde Zeilitzheim aus Herlheim ausgepfarrt und selbst Sitz eines Pfarrers. Der Grund war eine Stiftung des Dorfherren Friedrich von Grumbach. Der erste Pfarrer wurde allerdings erst 1423 mit Hans Weiß erwähnt. Ein Jahr später, 1424, schuf Wilhelm von Grumbach eine zweite Pfarrstelle, die bis zur Reformation Bestand hatte. Bis 1451 versetzte man die Kirche an ihre heutige Stelle und unterstellte sie dem Patronat des heiligen Sigismund.
Die Reformation war in Zeilitzheim mit der Adeligen Argula von Grumbach verbunden. Im Jahr 1516 rheiratete sie den Dorfherren Wilhelm von Grumbach und verbrachte fortan viel Zeit im Schloss im Dorf. Der enge Kontakt, den sie zum Reformator Martin Luther pflegte, brachte auch protestantische Ideen in den Ort. Ab 1530 wohnte Argula ständig im Schloss. In den Jahren 1521 und 1527 predigte der Vikar Jakob Pfeffer in Zeilitzheim.

### Die evangelische Pfarrei (bis heute)
Bis ins Jahr 1566 etablierte sich die neue Konfession endgültig. Erster protestantischer Pfarrer war Melchior Hemmel, der im Jahr 1574 nachgewiesen ist. Im Zuge der Gegenreformation rückten die Truppen des katholischen Bischofs Julius Echter von Mespelbrunn gegen die evangelischen Gemeinden in der Gegend vor, sie kamen allerdings nur bis zur Zeilitzheimer Ortsgrenze. Für weit mehr Verwüstungen sorgte der Dreißigjährige Krieg. Das Dorf hatte unter vielen Durchzügen und Plünderungen zu leiden.
Zeitweise wurde in den folgenden Jahren die Kirche als Simultankirche für beide Konfessionen genutzt. Dieser Zustand änderte sich erst, als eine kleine, katholische Kapelle im Schloss eingerichtet wurde. Das Zusammenleben der unterschiedlichen Glaubensrichtungen wurde durch die Tatsache erschwert, dass die Protestanten weiterhin den Julianischen Kalender für ihre Feiertage nutzten, während die Katholiken den Gregorianischen Kalender eingeführt hatten.
Im 19. Jahrhundert erfuhr die Gemeinde eine weitere Aufwertung: Die Distrikts-Kirchen und Schulinspektion wurde nach Zeilitzheim verlegt und der Ort damit faktisch zum Sitz eines Dekans. Zum Dekanat Zeilitzheim gehörten die Ortschaften Eichfeld, Krautheim, Obereisenheim, Bimbach, Eschenau, Schwebheim und Neuses am Berg. Bereits 1824 wurde das Dekanat jedoch wieder aufgelöst. In den Jahren 1848 und 1855 fanden die Zeilitzheimer Konferenzen zur Neuausrichtung der bayerischen Kirche dort statt.
Die Krisen des 20. Jahrhunderts berührten auch die Kirche in Zeilitzheim. Ab 1934 war die Gemeinde Teil der Bekennenden Kirche und überstand die Zeit des Nationalsozialismus. 1969 erhielt die Kirche ein elektrisches Geläut. Renovierungen am Gebäude wurden 1960, 1971 und 1980 bis 1983 vorgenommen. Das Bayerische Landesamt für Denkmalpflege ordnet das Gebäude als Baudenkmal ein. Untertägige Reste sind als Bodendenkmal geführt, die Kirche ist Teil des Ensembles Marktplatz.

## Architektur
Bei der Kirche handelt es sich um eine Chorturmkirche. Sie ist eine geostete Saalkirche. Das Westportal ist mit spätgotischen Beschlägen ausgestattet. Der Turm wurde 1451 als letztes Bauteil fertiggestellt, er besitzt drei Geschosse, die äußerlich durch Gesimse erkennbar sind. Ein Spitzhelm schließt ihn nach oben hin ab. Das Langhaus mit einer Flachdecke wird von drei Rechteckfenstern belichtet. Der Chor ist mit einem Rippenkreuzgewölbe ausgestattet.

## Ausstattung

### Holzdecke

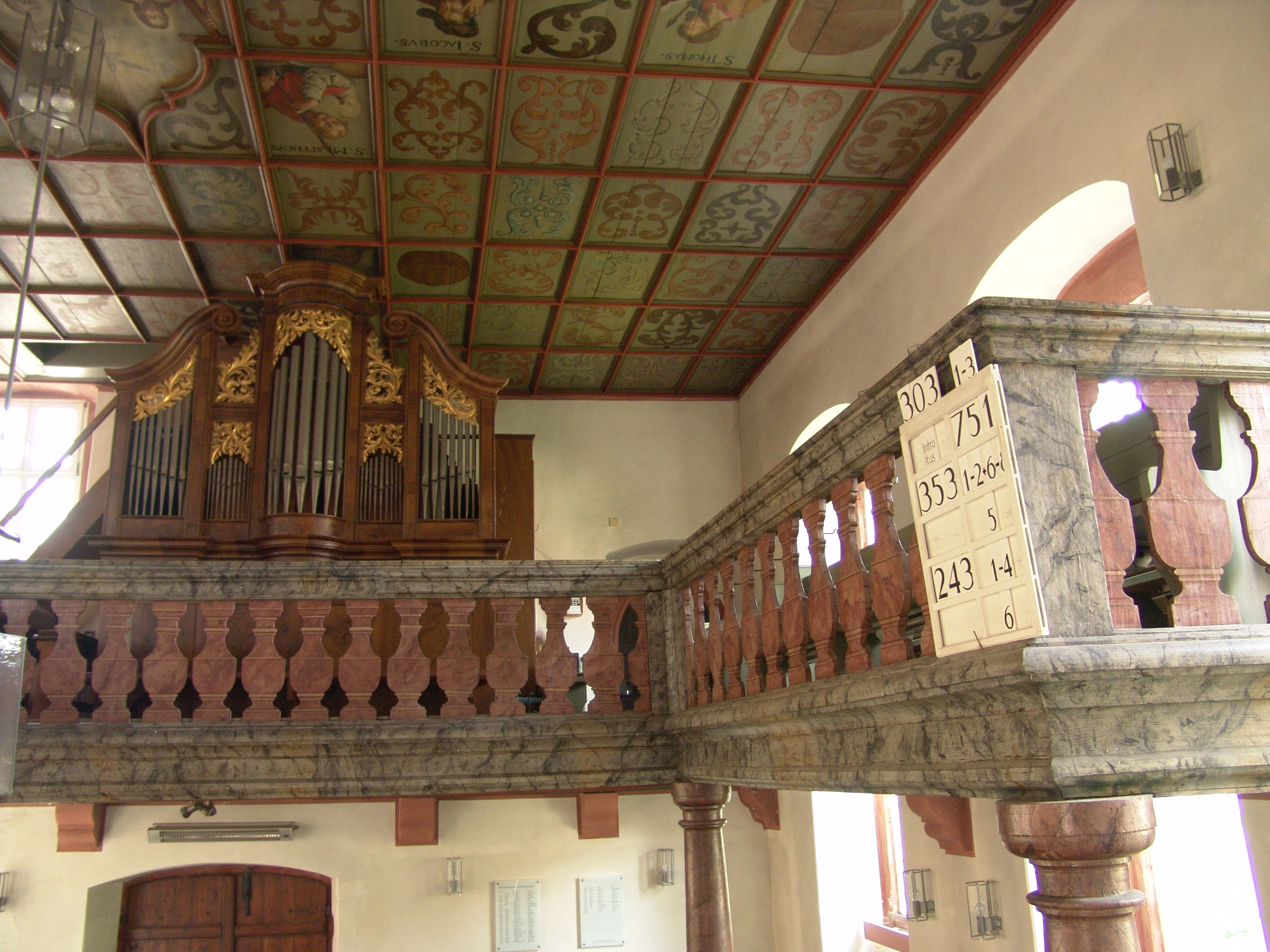
Innenansicht mit Holzdecke

Das kunsthistorisch bedeutendste Ausstattungsstück ist die bunt bemalte Holz-Kassettendecke. Eine Flachdecke wurde bereits mit der Errichtung des Langhauses im 15. Jahrhundert eingezogen. Im 17. Jahrhundert erhielt die Kirche die heutige Holzdecke, allerdings waren die Bemalungen noch nicht vorhanden, die in den Jahren nach 1700  von einem unbekannten Künstler ausgeführt wurden.
Zentral erkennt man die Heiligste Dreifaltigkeit. Jesus mit dem Kreuz sitzt neben Gottvater, der einen blauen Reichsapfel in den Händen hält. Über beiden schwebt der Heilige Geist, der als Taube dargestellt ist. Auf den Kassetten um diese Szene sind die Apostel mit ihren Namen und ihren Symbolen dargestellt.  Die übrigen Kassetten weisen barockes Rankwerk auf.

### Weitere Ausstattung
Den Mittelpunkt des Chors bildet ein schlichter Altar. Ein großes Kruzifix von Karl Hemmeter kam im Jahr 1942 in das Gotteshaus. Die Kanzel stammt aus dem 16. Jahrhundert. Der Taufstein wurde im Jahr 1747 geschaffen, gleichzeitig errichtete man das barocke Orgelgehäuse. Zwei Seiten des Langhauses haben Emporen, die zusammen mit der Kassettendecke im 17. Jahrhundert eingebaut wurden.